# Battaglia di Harlem Heights
La battaglia di Harlem Heights venne combattuta nel corso della campagna di New York e del New Jersey della guerra d'indipendenza americana. Lo scontro avvenne il 16 settembre 1776, nelle odierne Morningside Heights e Harlem, nella periferia nord di Manhattan, New York.
L'Esercito continentale sotto il comando del generale George Washington e dei suoi aiutanti, Nathanael Greene e Israel Putnam, forte di circa 1 800 uomini, riuscì a mantenere una serie di posizioni sui rilievi dell'Upper Manhattan contro i britannici, forti di circa 5 000 uomini, agli ordini del generale Alexander Leslie. Le truppe britanniche commisero un errore tattico quando i trombettieri la loro fanteria leggera suonarono una marcia per la caccia alla volpe, chiamata "Andate via" ("Gone away"), mentre inseguivano gli americani, con lo scopo di insultare Washington che era proprio un appassionato di questa caccia. Gli americani, in ritirata ordinata, si infuriarono di ciò e furono galvanizzati a mantenere le loro posizioni. Dopo aver affiancato gli inglesi, lentamente li costrinsero a retrocedere. Dopo la ritirata britannica, Washington ordinò però alle sue truppe di fermarsi. La battaglia ripristinò la fiducia dell'esercito statunitense, che fino ad allora aveva subito numerose sconfitte, e fu la prima vittoria in campo aperto di Washington della guerra.
Dopo un mese senza pesanti combattimenti tra gli eserciti, Washington fu costretto a ritirare il suo esercito da New York, quando gli inglesi si spostarono nella Contea di Westchester, minacciando di intrappolare Washington a Manhattan. Washington subì altre due sconfitte, a White Plains e a Fort Washington. Dopo queste due sconfitte, Washington si ritirò in Pennsylvania attraverso il New Jersey. La campagna di New York e del New Jersey si concluse dopo le vittorie americane a Trenton e Princeton che rinvigorirono la causa americana e il morale del suo esercito.

## Antefatto
Il 27 agosto 1776, le truppe britanniche sotto il comando del generale William Howe accerchiarono e sconfissero gli statunitensi nella battaglia di Long Island. Howe mosse le sue forze e bloccò gli americani a Brooklyn Heights, lasciandoli con l'East River alle spalle. La notte del 29 agosto, il generale George Washington, comandante in capo degli statunitensi, spostò tutto il suo esercito di 9 000 uomini ed i suoi armamenti attraverso il fiume, posizionandosi a Manhattan.
Il 15 settembre, Howe fece sbarcare le sue truppe a Kips Bay, sulla sponda orientale di Manhattan, sull'East River. Dopo un bombardamento delle posizioni statunitensi accampate poco lontano dalla riva, 4 000 soldati britannici e assiani sbarcarono sulla spiaggia. Le truppe americane cominciarono a fuggire alla vista del nemico e, nonostante l'arrivo di Washington sulla scena, si rifiutarono di obbedire agli ordini e continuarono la fuga.
Dopo aver disperso gli americani alla baia di Kip, Howe fece sbarcare altri 9 000 uomini, ma non impedì la ritirata delle truppe americane da New York. Washington aveva tutte le sue truppe in città e riuscì per le ore 16:00 a cominciare la marcia verso nord, giungendo ad Harlem Heights all'imbrunire.

## Battaglia
La mattina del 16 settembre, Washington venne informato che gli inglesi stavano avanzando. Washington, aspettandosi un attacco, inviò un gruppo di 150 uomini in ricognizione, al comando del tenente colonnello Thomas Knowlton, per sondare le linee britanniche. Allo spuntar del sole, le truppe di Knowlton vennero avvistate dai picchetti dalla fanteria leggera britannica. Gli inglesi inviarono due o tre compagnie ad attaccare il nemico e, per più di mezz'ora, si protrassero le schermaglie, con scontri in un boschetto tra due campi agricoli. Quando Knowlton si rese conto che le forze avversarie erano numericamente superiori e stavano cercando di accerchiarlo dal fianco, ordinò la ritirata che venne condotta senza confusione o perdite umane.
I britannici si diedero all'inseguimento degli statunitensi con il 2º e 3º Battaglione di Fanteria Leggera, assieme al 42º Reggimento di Fanti Highlanders. Durante l'inseguimento, le truppe britanniche suonarono i corni della caccia alla volpe, facendo infuriare gli americani. Il colonnello Joseph Reed, che accompagnava Knowlton, si recò da Washington per riferirgli cosa stava accadendo e per chiedere rinforzi. Invece di ritirarsi, Washington, in quella che Edward Lengel definì "un barlume precoce del coraggio e della risolutezza che avrebbe radunato i Continentali da molti ad un luogo solo, in seguito", ideò un piano per intrappolare i britannici. Decise di inviare delle truppe in una direzione, al fine di attirare gli inglesi in una trappola, per poi inviare un altro distaccamento di truppe ad accerchiare l'esercito britannico.
Il primo drappello, composto da 150 volontari, si diresse verso un vicolo cieco, seguiti dal nemico. Dopo che gli inglesi giunsero nel luogo dell'imboscata i volontari vennero rinforzati da altri 900 uomini, ma le truppe erano troppo lontane l'una dall'altra per creare danni consistenti.
Il drappello che aveva creato il diversivo era costituito dai Knowlton's Rangers, rinforzato da tre compagnie di fucilieri, in totale circa 200 uomini. Avvicinatisi, un ufficiale accidentalmente indusse in errore gli uomini e il fuoco fu aperto sul fianco britannico, non sulla sua retroguardia. Le truppe britanniche, rendendosi conto che erano quasi state circondate, si ritirarono in un campo recintato. Gli americani li inseguirono ma, durante l'attacco, Knowlton rimase ucciso. Nonostante ciò, le truppe statunitensi continuarono l'attacco; spingendo i britannici verso la sommità di una collina. Quando giunsero in cima, però, i britannici ricevettero dei rinforzi, compresa dell'artiglieria. Per due ore le truppe britanniche tennero la posizione, finché gli americani non li costrinsero ad arretrare in un campo di grano saraceno.

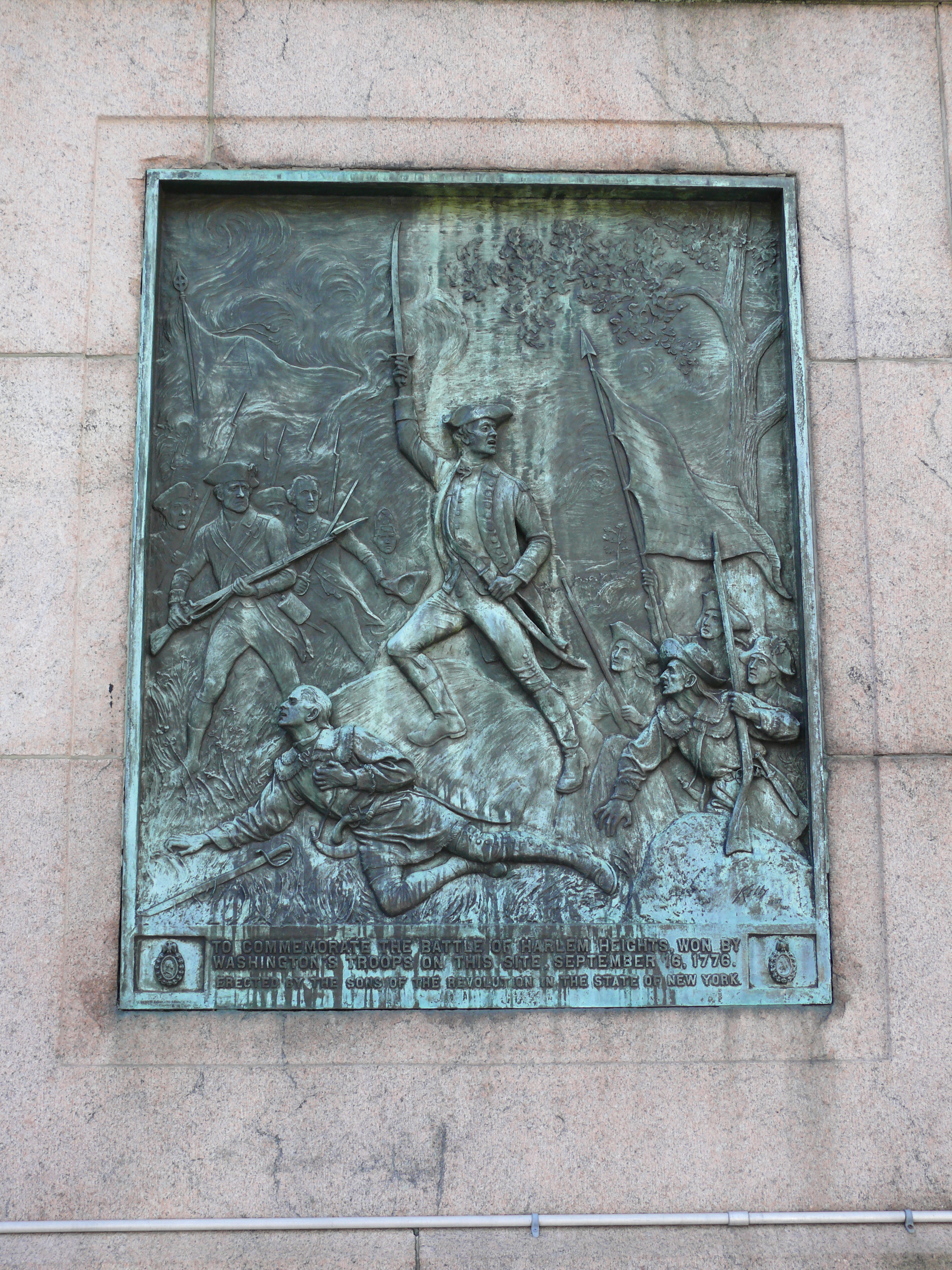
Lapide commemorativa della vittoria statunitense al Dipartimento di Matematica della Columbia University

Washington era inizialmente restio a inseguire le truppe britanniche, ma dopo aver visto che i suoi uomini stavano lentamente premendo sulla retroguardia britannica, inviò rinforzi e permise alle truppe di impegnarsi in un attacco diretto. Quando giunsero tutti i rinforzi, gli americani raggiunsero un totale di 1 800 uomini impegnati in battaglia. Per dirigere la battaglia, vennero inviati alcuni ufficiali dello staff di Washington, compreso Nathanael Greene. Nel frattempo, anche le truppe britanniche ricevettero i rinforzi raggiungendo una forza di 5 000 uomini.
Per un'ora e mezza, la battaglia continuò sul campo e sulle colline circostanti, fino a quando non "vennero sparate tutte le munizioni", obbligando i britannici a ritirarsi. Gli americani continuarono l'inseguimento, finché non giunse voce che le riserve britanniche stavano sopraggiungendo; Washington, temendo una trappola, ordinò la ritirata. Udito quest'ultimo ordine, le truppe gridarono un forte "Urrà" ("Huzzah" in inglese) e lasciarono con ordine il campo di battaglia.

## Conseguenze
Il generale Howe comunicò che nel corso del combattimento erano caduti 14 britannici e 78 erano rimasti feriti. Comunque, un ufficiale dello staff di Howe scrisse nel suo diario che le perdite erano state di 14 morti e 154 feriti. David McCullough parlò invece di 90 e 300 feriti. Gli statunitensi, dal canto loro, affermarono di aver perso 30 uomini e che 100 erano rimasti feriti, compresi il tenente colonnello Knowlton ed il maggiore Andrew Leitch. La vittoria americana sollevò il morale nei ranghi, anche tra coloro che non erano stati impegnati nei combattimenti. Fu anche la prima vittoria statunitense in campo aperto sotto il comando di George Washington.
Nel mese successivo, vi furono solo piccole schermaglie, con Washington che trasferì il suo esercito a White Plains nel mese di ottobre, dopo aver appreso che gli inglesi stavano tentando di intrappolarlo a Manhattan. Dopo essere stato sconfitto nelle battaglie di White Plains e di Fort Washington, George Washington e la sua armata si diressero, attraverso il New Jersey, in Pennsylvania, sempre inseguiti dai britannici.
La perdita di Knowlton fu un duro colpo per i neonati servizi d'intelligence americani, poiché l'ufficiale aveva creato e guidato la prima unità di questo tipo dell'Esercito continentale, sotto la direzione di George Washington.